# Sejd
Sejd (fornsvenska/fornisländska seiðr) var en sorts trolldom, som främst utövades i nordisk förkristen tid. 
Sejd gick till så att sejdaren (företrädesvis en kvinna) föll i trans genom att andra, oftast kvinnor, manade dennes skyddsande (se huge och vård) att komma till dennes hjälp. När väl kontakt med andevärlden etablerats sökte sejdkvinnan svar på frågor om väder, framtiden, skörd och krig. Man lönade sejdaren efter förmåga och sejdaren drog sedan vidare mot nästa gård.
Frågan om eventuellt samspel mellan norröna sejdare och samiska nåjder är till viss del omtvistad, men har också förklarats som självklart besläktade genom långvarig kulturell kontakt. Mircea Eliade hävdar att sejd är en egen germansk shamanism och därmed skild från samisk shamanism. Odens magiska egenskaper, vilka inbegriper extas, används som argument.
Sejd ansågs vara ergi, omanligt, sexuellt skamligt, varför utövarna huvudsakligen var kvinnor (seiðkona eller völva), även om manlig sejdare (seiðmaðr) förekom. Samtidigt betraktades i gudavärlden Oden som den störste sejdaren. Oden sägs ha initierats i konsten av Freja, som till skillnad från Oden inte tillhörde asarna utan vanerna. Att Oden genom att utöva sejd sysslade med ovärdiga ting smädar Loke honom för i Lokasenna (sv. Loketrätan):
| "En þik síða kóðu Sámseyu í, ok draptu á vétt sem völur; vitka líki fórtu verþjóð yfir, ok hugða ek þat args aðal." | "Det sägs att på Samsö sejdade du och lekte på lock som völvor; som trollkarl for du bland folk omkring, det tycks mig omanlig åtfärd." |  |
| Loketrätan, vers 24                                                                                                 | Björn Collinders översättning. |  |

Ordet "vétt" (av Collinder översatt till "lock") har ofta varit föremål för spekulation kring vad det skulle ha inneburit i det historiska kulturella samhället. En del forskare har teorin om att det kan ha varit en trumma som hänvisas till, men medger samtidigt att vétt saknar en tillfredsställande tolkning. Inga trummor, eller rester av, har hittats i arkeologiska utgrävningar.[källa behövs] Forskare har undersökt sambande mellan sejd och shamanism och jämfört historiska textkällor med beskrivningar av shamanism i olika kulturer.